# Thamniopsis cruegeriana
Thamniopsis cruegeriana är en bladmossart som beskrevs av William Russell Buck 1987. Thamniopsis cruegeriana ingår i släktet Thamniopsis och familjen Hookeriaceae. Inga underarter finns listade i Catalogue of Life.